# Five Nights at Freddy’s (seria)
Five Nights at Freddy’s – seria niezależnych gier komputerowych będących połączeniem gatunków gier przygodowych typu „wskaż i kliknij” oraz survival horroru. Została stworzona i wydana przez Scotta Cawthona na platformach Microsoft Windows, iOS, Android, Nintendo Switch, PlayStation 4, Xbox One, PlayStation 5 oraz Xbox Series.

## Opis gier

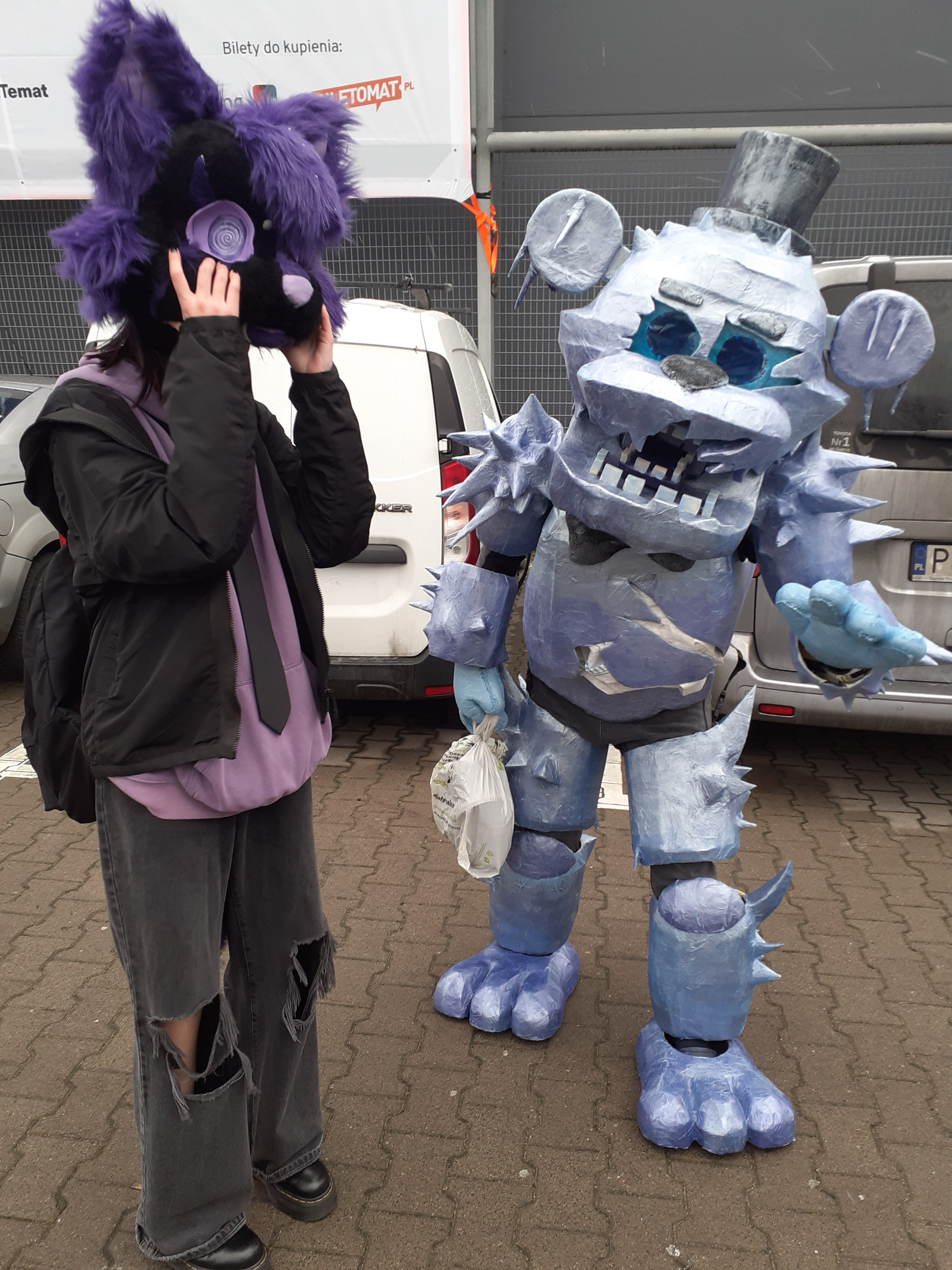
Cosplay postaci z gry na Warszawskich Targach Fantastyki (2022)

Na serię składa się kilkanaście gier komputerowych. W dwóch pierwszych, gracz wciela się w nocnego stróża w pizzerii „Freddy Fazbear’s Pizza” starającego się przetrwać noc i ustrzec się przed tzw. „animatronikami”. W trzeciej części akcja rozgrywa się trzydzieści lat później po zamknięciu restauracji – nowi właściciele otwierają „dom strachów”, nawiązujący do pizzerii. Akcja czwartej została umiejscowiona w domu, w którym gracz jest nękany przez koszmarne wersje animatroników. W części piątej, zatytułowanej Sister Location, gracz wciela się w rolę technika w nowym lokalu. FNaF World, będącą spin-offem serii, zrealizowano jako komputerową grę fabularną, a samą konwencję zmieniono na bajkową – gra jest skierowana przede wszystkim do młodszych dzieci. Ze względu na liczne błędy, niestabilność gry oraz wiele negatywnych opinii twórca zdecydował się wycofać ją z platformy Steam. Kolejna część serii, zatytułowana Freddy Fazbear’s Pizzeria Simulator, została wydana w 2017 roku. 27 czerwca 2018 wydano spin-off zatytułowany Ultimate Custom Night. Five Nights at Freddy’s: Help Wanted, wydana 28 maja 2019, przenosi znane już z wcześniejszych odsłon serii tryby do rzeczywistości wirtualnej oraz prezentuje kilka własnych elementów dostosowanych pod VR. 29 listopada 2019 pierwsze trzy części serii zostały wydane na konsolę Nintendo Switch. 25 listopada tego samego roku opublikowana została gra wykorzystująca rzeczywistość rozszerzoną – Five Nights at Freddy’s AR: Special Delivery.
We wrześniu 2020 roku zapowiedziano następną część cyklu – Five Nights at Freddy’s: Security Breach. W zwiastunie pokazano budynek przypominający galerię handlową. Gra ukazała się na rynku w grudniu następnego roku.
W czerwcu 2025 roku ukazała się kolejna część głównego cyklu, pt. Five Nights at Freddy’s: Secret of the Mimic.

### Główna seria
- Five Nights at Freddy’s (2014)
- Five Nights at Freddy’s 2 (2014)
- Five Nights at Freddy’s 3 (2015)
- Five Nights at Freddy’s 4 (2015)
- Five Nights at Freddy’s: Sister Location (2016)
- Freddy Fazbear’s Pizzeria Simulator (2017)[9]
- Five Nights at Freddy’s: Help Wanted (2019)[15]
- Five Nights at Freddy’s: Security Breach (2021)[16]
- Five Nights at Freddy’s: Help Wanted 2 (2023)[17]
- Five Nights at Freddy’s: Secret of the Mimic (2025)[1]

### Inne gry
- FNaF World (2016)
- Ultimate Custom Night (2018)[18][19]
- Five Nights at Freddy’s AR: Special Delivery (2019)
- Freddy in Space 2 (2019)[20]
- Security Breach: Fury’s Rage (2021)[21]
- Five Nights at Freddy’s: Into the Pit (2024)[1]

## Odbiór serii
Pierwsza część serii spotkała się z pozytywnym odbiorem recenzentów, uzyskując 78/100 punktów według serwisu Metacritic. Kolejne trzy części zostały niżej ocenione, uzyskując odpowiednio: 62, 68 oraz 51 punktów na 100 możliwych. Piąta część, Five Nights at Freddy’s: Sister Location, uzyskała średnią z czterech ocen wynoszącą 62/100 punktów. Five Nights at Freddy’s: Help Wanted został pozytywnie oceniony przez recenzentów i otrzymał średnią z dziesięciu ocen wynoszącą 80/100.

## Adaptacja filmowa
W 2015 roku podano informacje, że filmową adaptacją zajmie się studio Warner Bros. Film miał zostać wyreżyserowany przez Gila Kenana. W lutym 2018 poinformowano jednak o zmianie studia na Blumhouse Productions. Za reżyserię będzie odpowiadał Chris Columbus. Fabuła filmu ma obejmować materiał z trzech pierwszych gier w serii. W 2020 autor serii potwierdził rozpoczęcie prac nad filmem. Poinformował też, że wybrano scenariusz. Premiera adaptacji odbyła się 27 października 2023 roku. Polski tytuł to Pięć koszmarnych nocy.

## Książki
Od roku 2015 ukazuje się książkowa trylogia Five Nights at Freddy’s. Poszczególne tytuły z tej serii to Srebrne oczy (2015), Zwyrodniali (2017) oraz Czwarty schowek (2018) (oryginalne tytuły: The Silver Eyes, The Twisted Ones i The Fourth Closet). Wszystkie trzy powieści zostały napisane przez twórcę gier – Scotta Cawthona – oraz Kirę Breed-Wrisley. Za polski przekład odpowiada Joanna Lipińska. W 2019 roku rozpoczęto wydawanie kolejnego cyklu, zatytułowanego Five Nights at Freddy’s: Fazbear Frights.
Oprócz tego w 2020 roku została wydana komiksowa adaptacja Srebrnych oczu z ilustracjami Claudii Schröder (znana również pod pseudonimem PinkyPills). Druga część trylogii, Zwyrodniali, została wydana w formie komiksu w 2021 roku. Pozycja zawiera ilustracje Claudii Aguirre. W 2022 wydana została ostatnia, komiksowa adaptacja Czwartego schowka, zilustrowana przez Dianę Camero.